# Aphrophora moorei
Aphrophora moorei är en insektsart som beskrevs av William Lucas Distant 1908. Aphrophora moorei ingår i släktet Aphrophora och familjen spottstritar. Inga underarter finns listade i Catalogue of Life.